# Пода (Бургас)
Пода (Под, Подот) — болотиста місцевість стоку озера Мандрен у напрямку до Чорного моря в землях Бургасу.
Єдина колонія чапель біля великого міста.

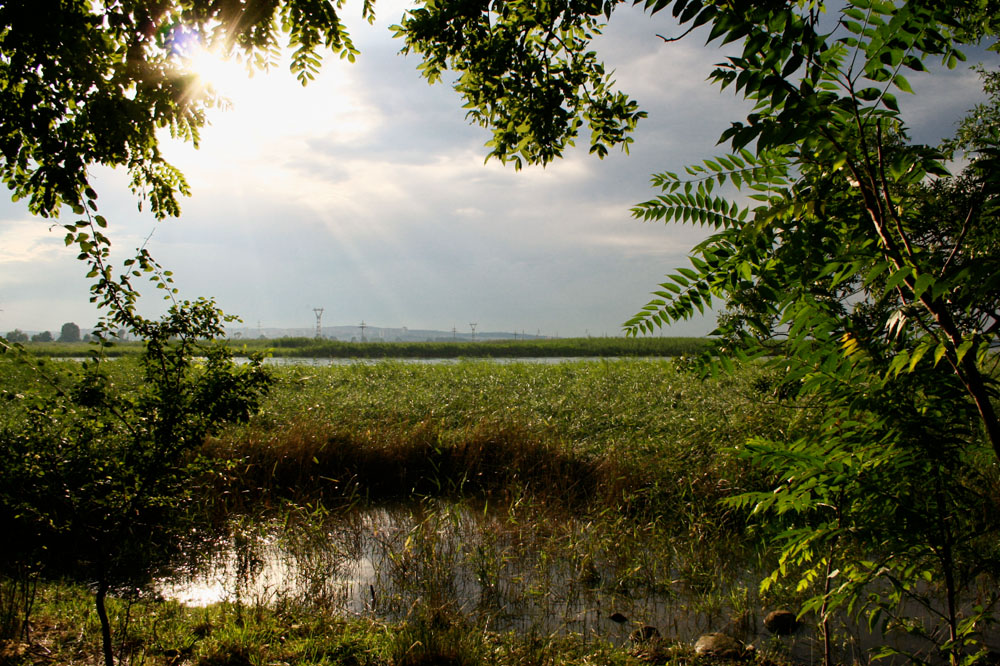
Охоронювана місцевість Пода

## Розташування
Місцевість Пода розташована на південь від центру Бургаса вздовж міжнародного шляху E 87, поруч з його відділенням Бургаського району Крайморіє.

## Історія
Назва місцевості походить від назви дерев'яного плоту (под), буксированого мотузкою, яким плавали через ставок озера Мандра до початку 20-го століття. За словами Стояна Шивачева, плот, що розташовувався на південно-західному кінці Бургаської затоки, поблизу Пороса (Порос або Форос, сьогодні Крайморіє) на захід від Бургаса у 8 км, був розташований між сушею та болотистим західним кінцем бухти і річки Мандрен. Він ходив у невелій, але глибокій протоці (в деяких місцях до 10 метрів), яка з'єднувала пристань Пороското і Мандренське болото (тепер Узунгерен).
Перший залізний міст через озеро Мандрен був побудований в 1904—1905 роках. Його будівництво очолював німецький підприємець Едуард Наудшер, а кесони у його основі — перші залізобетонні структури в Болгарії.

## Захищена місцевість
У 1989 році за наказом Міністерства охорони навколишнього середовища та водних ресурсів частина ділянки була оголошена захищеною та надана під управління Болгарського товариства захисту птахів (БТЗП). Це перша захищена територія в Болгарії, надана під функціонування неурядової організації. БТЗП готує та реалізує заходи, передбачені планом управління, прийнятими Радою Міністрів, перетворюючи заповідну територію «Пода» в модель для сталого збереження природи, екологічної освіти, інформування відвідувачів та для екологічного туризму. Ці заходи здійснюються БТЗП з 1997 року, вперше в Болгарії Центром охорони природи «Пода».
У 1994 році захищена місцевість була оголошена КОРИНЕ місцем, а у 2002 році — водно—болотних угіддям міжнародного значення (Рамсарський об'єкт). Вона також входить до Європейської екологічної мережі Натура 2000 в межах природного комплексу «Мандра — Пода». Центр охорони природи «Пода» є одним із 100 національних туристичних об'єктів.
Площа Заповідної ділянки «Пода» становить 100,7 — 107 га. Вона лічить 273 види птахів, і посідає як одне серед найбагатших за орнітологічними критеріями у Європі. Місцевість зберігає величезну кількість біорізноманіття, незважаючи на розташування в адміністративних межах Бургаса:
- 161 таксон нижчих рослин,
- 231 вид вищих рослин,
- 168 видів безхребетних,
- 6 видів риб,
- 16 видів земноводних і плазунів,
- 273 види птахів,
- 18 видів ссавців.

Це єдина на болгарському узбережжі Чорного моря змішана колонія чапель, білої колпиці, каравайок, кваків, чаплі рудої, сірої чаплі, чаплі жовтої, і чепури малої. В охоронній зоні існує три основні типи середовища існування: прісноводні ареали, солоні та солонуваті водоймища, а в посушливі роки в зоні охорони — невеликі, надсолені водойми. У охоронюваній зоні розмножуються 46 видів, серед них є річкові крячки, маленькі білі і сірі чаплі, великі баклани, білі колпиці та блискучі ібіси, різні види черні та качок, лунь очеретяний та багато інших. У зимові місяці місцевість приваблює своїми умовами пірникозових, сірих качок, чернь чубату. В кінці літа можна спостерігати річкових крячок, ходулочників, чайок, куликів — сорок та інших.
Взимку, в затоці Форос у заповідному місці Пода, можна побачити зникаючого пелікана кучерявого і савку, а також бакланів, морського орла та інші види зникаючих видів птахів. Заповідник є притулком для великих білих чапель і десятків тисячі качок.
Над охоронюваним ландшафтом «Пода» проходить другий за величиною міграційний шлях птахів Віа Понтіка. Це дає можливість мігрувати 75 % популяції європейської білого лелеки (більше 250 000) на рік, 100 % популяції рожевого пелікану (понад 40 000) і більше 100 000 особин понад 32 видів хижаків, і значній кількості водоплавних птахів і мільйонам співочих птахів.
Крім птахів, в районі також є інші рідкісні представники болгарської природи. Тут знаходиться один з найбільших ареалів полоза сарматського — найбільшої змії в країні, етруського сункуса — найменшого у світі ссавця, екзотичної нутрії і видри.

## Центр охорони природи

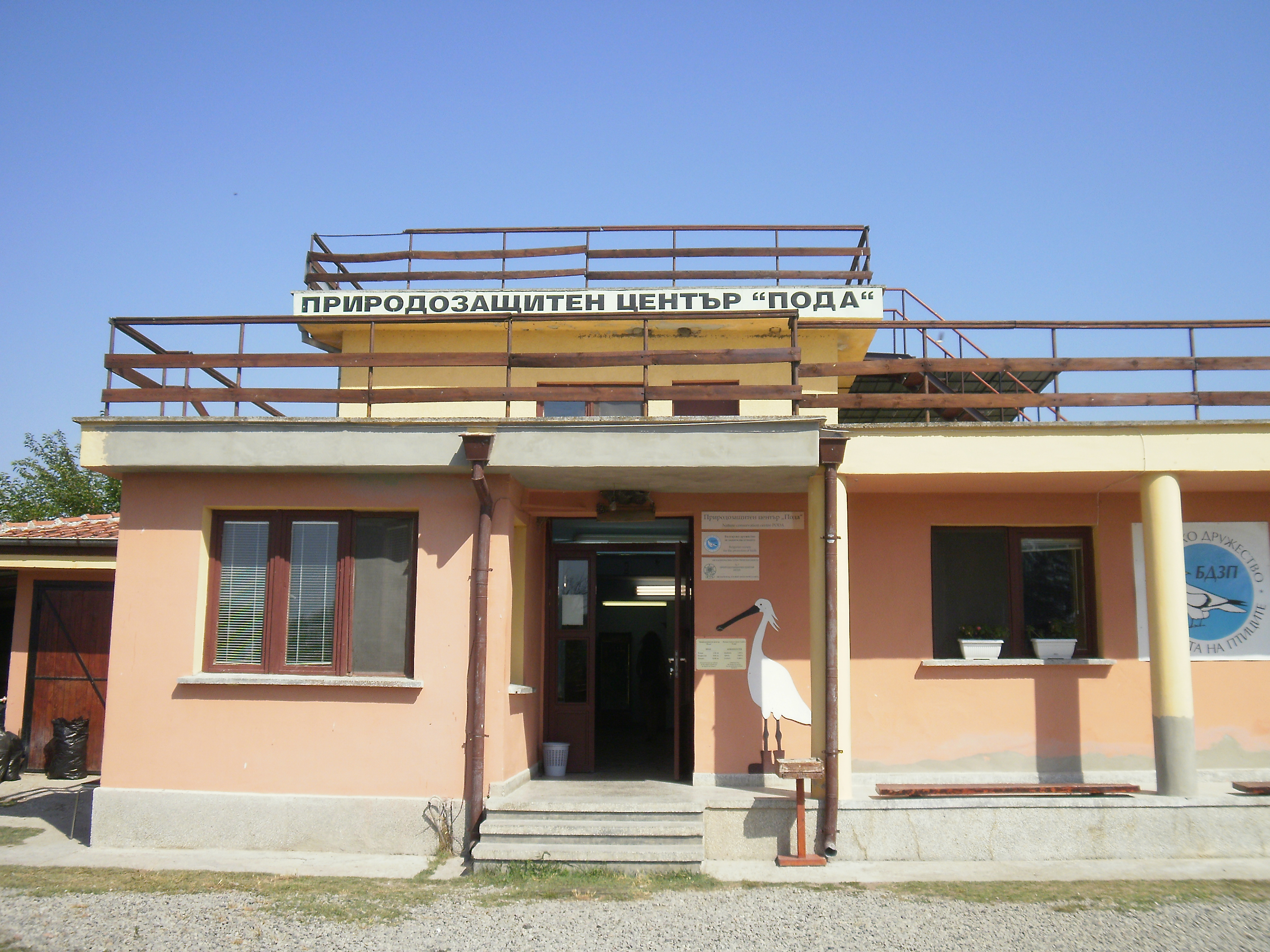
Центр охорони природи «Пода»

Заповідник «Пода» був побудований в 1997 році. Болгарським товариством захисту птиць в рамках проекту Болгарсько-Швейцарської програми збереження біорізноманіття та за фінансової підтримки:
- Уряд Швейцарії
- Швейцарська асоціація з охорони птахів (BirdLife Switzerland)
- Lanius Group, Швейцарія
- Європейський природоохоронний фонд «Генрі Форд»

Центр багатофункціональний і має:
- постійну інтерактивну виставку, що представляє біорізноманіття заповідної території та Бургаських водно-болотних угідь;
- добре обладнаний лекційний зал з додатковою виставковою площею;
- багата орнітологічна бібліотека;
- невеликий книжковий магазин, орнітологічні матеріали, сувеніри та безалкогольні напої;
- біноклі та телескопи, за допомогою яких кожен відвідувач може спостерігати за птахами;
- великі тераси, з яких можна спостерігати за птахами — найбільший актив центру;
- спеціальні укриття для спостереження та фотографування птахів.

Природоохоронний центр «Пода» є центром охорони природи для всього району Бургаса, який, крім управління самою природоохоронною територією, організовує ключові заходи для збереження решти Бургаських водно-болотних угідь.
Для відвідування Пода відкрита цілий рік. Існує декілька різних маршрутів, на яких можна спостерігати рідкісні види птахів, не порушуючи їх покій. Є криті схованки, які дозволяють спостерігати за птахами незалежно від метеорологічних умов. У 2012 році в північній частині заповідної території була побудована 7-метрова башта спостереження за птахами.
Щороку в ПАТ «Пода» проводяться дослідження мігруючих птахів, в межах Атанасівського озера організовуються семінари, орнітологічні олімпіади та природоохоронні групи. Цікаві види птахів можна спостерігати в будь-який час року, а найкращі місяці для спостереження за міграцією — березень, квітень, травень, серпень, вересень і жовтень.